# 1918年のサッカー
1918年のサッカー（1918ねんのサッカー）では、1918年（大正7年）における、日本および世界のサッカー界の動向をまとめる。

## できごと

### 1月
- 名古屋で第1回目の東海蹴球大会が開催される。
- 大阪で第1回目の日本フットボール優勝大会が開催される。

### 2月
- 東京で第1回目の関東蹴球大会が開催される。

### 9月
- 英国大使館杯争奪リーグが組織される。

### その他
- 日本で最初に『サッカー』という言葉を使用した大阪サッカー倶楽部が創立する。
- 東京大学のサッカー部がア式蹴球部として創立する。

## 国内リーグ・カップ戦優勝クラブ
- アルゼンチン : ラシン・クルブ
- デンマーク : KB
- ハンガリー : MTKハンガリアFC
- オランダ : アヤックス・アムステルダム
- パラグアイ : セロ・ポルテーニョ
- スコットランド : レンジャーズFC
- スウェーデン : IFKイェーテボリ
- ウルグアイ : ペニャロール

## 日本

### 学生による国内大会
- 第1回日本フートボール優勝大会

優勝 : 御影師範
- 第1回関東蹴球大会

優勝 : 豊島師範A
- 第1回東海蹴球大会

優勝 : 第八高等学校

## 死去
カッコ内は生年
- 10月24日 -  ダニエル・ウールフォール（FIFA第2代会長 * 1852年）